# 涿州双塔
39°29′53″N 115°57′55″E / 39.49806°N 115.96528°E
涿州双塔位于中国河北省涿州市城内北部，包括云居寺塔和智度寺塔，均为八角楼阁式仿木结构砖塔，两者相距约250米，1982年分别被列为河北省文物保护单位，2001年被列为第五批全国重点文物保护单位。
云居寺塔建于辽大安八年（1160年），高55.7米。智度寺塔亦建于辽代，高44米。
- 云居寺塔
- 智度寺塔